# Mariano Hood
Mariano Hood (Buenos Aires, 14 agosto 1973) è un allenatore di tennis ed ex tennista argentino.

## Carriera
In carriera ha vinto 13 titoli di doppio, tutti sulla terra battuta. Nei tornei del Grande Slam ha ottenuto il suo miglior risultato raggiungendo i quarti di finale di doppio all'Open di Francia nel 2003 e nel 2005, e di doppio misto agli Australian Open nel 2000 e a Wimbledon nel 2005.
In Coppa Davis ha disputato una sola partita, ottenendo nell'occasione una vittoria.
Trovato positivo a un controllo antidoping nel 2005, è stato sospeso ed è tornato in campo tre anni dopo.

## Statistiche

### Doppio

#### Vittorie (13)
| Numero | Anno | Torneo                                              | Superficie  | Compagno         | Avversari in finale                  | Punteggio     |
| 1.     | 1998 | Movistar Open, Viña del Mar                         | Terra rossa | Sebastián Prieto | Massimo Bertolini Devin Bowen        | 7-6, 6-7, 7-6 |
| 2.     | 1999 | Internazionali di Tennis di San Marino, San Marino  | Terra rossa | Lucas Arnold Ker | Petr Pála Pavel Vízner               | 6–3, 6–2      |
| 3.     | 1999 | Campionati Internazionali di Sicilia, Palermo       | Terra rossa | Sebastián Prieto | Lan Bale Alberto Martín              | 6-3, 6-1      |
| 4.     | 2001 | Cerveza Club Colombia Open, Bogotà                  | Terra rossa | Sebastián Prieto | Martín Rodríguez André Sá            | 6–2, 6–4      |
| 5.     | 2003 | Movistar Open, Viña del Mar                         | Terra rossa | Agustín Calleri  | František Čermák Leoš Friedl         | 6-3, 1-6, 6-4 |
| 6.     | 2003 | ATP Buenos Aires, Buenos Aires                      | Terra rossa | Sebastián Prieto | Lucas Arnold Ker David Nalbandian    | 6-2, 6-2      |
| 7.     | 2003 | Open de Tenis Comunidad Valenciana, Valencia        | Terra rossa | Lucas Arnold Ker | Brian MacPhie Nenad Zimonjić         | 6-1, 6-7, 6-4 |
| 8.     | 2003 | Campionati Internazionali di Sicilia, Palermo       | Terra rossa | Lucas Arnold Ker | František Čermák Leoš Friedl         | 7-6, 6-7, 6-3 |
| 9.     | 2004 | ATP Buenos Aires, Buenos Aires                      | Terra rossa | Lucas Arnold Ker | Federico Browne Diego Veronelli      | 7-5, 6-7, 6-4 |
| 10.    | 2004 | Internationaler Raiffeisen Grand Prix, Sankt Pölten | Terra rossa | Petr Pála        | Tomáš Cibulec Leoš Friedl            | 3–6, 7–5, 6–4 |
| 11.    | 2004 | BCR Open Romania, Bucarest                          | Terra rossa | Lucas Arnold Ker | José Acasuso Óscar Hernández         | 7–6, 6–1      |
| 12.    | 2004 | Campionati Internazionali di Sicilia, Palermo       | Terra rossa | Lucas Arnold Ker | Gastón Etlis Martín Rodríguez        | 7-5, 6-2      |
| 13.    | 2005 | Campionati Internazionali di Sicilia, Palermo       | Terra rossa | Martín García    | Mariusz Fyrstenberg Marcin Matkowski | 6-2, 6-3      |